# Masten Gregory
Masten Gregory (29 de fevereiro de 1932 − 8 de novembro de 1985) foi um automobilista norte-americano.
Gregory participou de 38 Grandes Prêmios de Fórmula 1 entre 1957 e 1965. Seus melhores resultados foram: 2º lugar em Portugal de 1959 e dois 3º lugares: Mônaco de 1957 e Holanda de 1959. Somou 21 pontos ao longo de sua carreira na categoria.
Masten Gregory esteve em dezesseis 24 Horas de Le Mans. Ele foi o vencedor em 1965, vitória que ele compartilhou com o austríaco Jochen Rindt.